# Foxes
Louisa Rose Allen (Southampton, 29 de abril de 1989), más conocida por su nombre artístico Foxes, es una cantante y compositora británica. Colaboró con Zedd prestando su voz para su sencillo «Clarity», que llegó al número 8 en los Billboard Hot 100 y ganó un premio Grammy en la categoría Mejor grabación dance. Su álbum debut, Glorious, fue lanzado en el Reino Unido en 2014 y contiene los sencillos «Youth», «Let Go for Tonight» y «Holding Onto Heaven». Su segundo álbum, All I Need, incluye los sencillos «Body Talk», «Feet Don't Fail Me Now»,«Better Love» y «Amazing»

## Carrera musical

### 2011–2013: EP deWarriory Descubrimiento.
Allen ideó un nombre artístico para diferenciarse a sí misma de la cantante de pop británica Lily Allen. Consideró el alias "Foxes" por sugerencia de un amigo, la primera canción que había escrito fue «Like Foxes Do»; su madre le había descrito un «inolvidable y precioso sueño» que tuvo la noche anterior «Sobre zorros (Foxes en inglés) corriendo nuestra calle y estaban aullando y haciendo hermosos ruidos», que ella le dijo que le recordaba a la música de su hija. Allen eligió Foxes basado en este sentido. Ella comenzó a realizar conciertos como Foxes en Londres en 2011.
El EP, Warrior (producido por Samuel Dixon, también conocido como Sam Kennedy), fue lanzado el julio de 2012, que promovió una gira en Estados Unidos.  La revista Paste describe a Warrior como «Un EP muy etérea que merece todo tipo de comparaciones, pero igual se las arregla para mantenerse sobre sus propios pies.», mientras PopMatters escribió que fue «Un potente conjunto, bien redondeado.» Más tarde, en 2012, Foxes lanzó su primer sencillo, «Youth», después recorrió con Marina and the Diamonds en su The Lonely Hearts Club Tour y lanzó su segundo sencillo, «Echo».
«Youth» llamó la atención de Zedd, así que invitó a Foxes a que cantara en su canción «Clarity», con la cual Foxes y Zedd saltaron a la fama. El sencillo salió a finales del 2012 pero se convirtió en hit en el 2013, llegó al #8 en la Billboard Hot 100 y al #1 en la US Hot Dance Club Songs. La canción tuvo certficado de doble platino en Australia, platino en Estados Unidos y plata en Reino Unido donde alcanzaron #27 en los UK Singles Chart. y en 2014 recibieron el premio Grammy a la mejor grabación dance.
En 2013, Foxes trabajó con Fall Out Boy en la canción «Just One Yesterday» para el álbum Save Rock and Roll. No solo a Zedd le llamó a la atención «Youth» si no también a Pete Wentz; Foxes en una entrevista dijo:«Esta es una historia extraña, Pete Wentz estaba en una fiesta y oyó Youth. Según sus propias palabras, le pidió a todos que se callaran, y preguntó quién era la chica que canta esta canción. Alguien le dijo, y luego recibí un correo electrónico de Fall Out Boy, era algo así como : «¿Quieres cantar con nosotros?» y lo hicimos. Ellos son tan lindos. Podrían haberse comportado de manera diferente conmigo, porque son Fall Out Boy , pero no, ellos estaban siendo adorable.» También trabajó con Rudimental en su sencillo «Right Here» (alcanzó top 20 en Reino Unido) y con Sub Focus en la canción «Until the End», para su álbum Torus.

### 2013–2014:Glorious
El adelanto de «Beauty Queen»  fue lanzando en mayo de 2013, seguido del relanzamiento de «Youth» en Estados Unidos en agosto de 2013 después de que firmó con RCA Records en el país. En Reino Unido, «Youth» alcanzó el número 12 en la lista de sencillos en octubre de 2013, coincidiendo con el uso de la canción en una campaña de publicidad de alto perfil para el minorista llamada Debenhams. A finales de 2013, Foxes se embarcó en una gira propia en Reino Unido. Una nueva versión de la canción «Let Go For Tonight», un tema previamente presentado en el EP de Warrior, fue lanzado como sencillo en febrero de 2014, enlistandose en el #7 de las listas de Reino Unido, siendo su primer top ten. El álbum debut de Foxes, «Glorious» , fue lanzado en mayo de 2014, seguido del sencillo «Holding onto Heaven» debutando en el número cinco en el UK Albums Chart. El cuarto sencillo ,«Glorious», lanzado en agosto de 2014 , fue utilizado en una campaña publicitaria de promoción de la temporada de otoño para la cadena de televisión ITV.
Durante septiembre y octubre de 2014, Foxes sirvió como el acto de apertura en la gira, «Dear Girl Tour», del cantante de R&B, Pharrell Williams, tocando por las arenas de toda Europa. Pharrell ofreció personalmente una ranura de apoyo a Foxes después de escuchar la versión de su canción «Happy» para Radio 1's Live Lounge; Después de un tiempo, Foxes acusó a los productores del concurso de canto televisivo The X Factor por plagiar el arreglo de «Happy» de una interpretación de la canción por concursante Lauren Platt, ya que ambas versiones eran interpolados de «Teardrop», una canción de Massive Attack.

## Discografía
Artículo Principal: Discografía de Foxes
- 2014: Glorious
- 2016: All I Need